# Nikita Jurjewitsch Trubezkoi

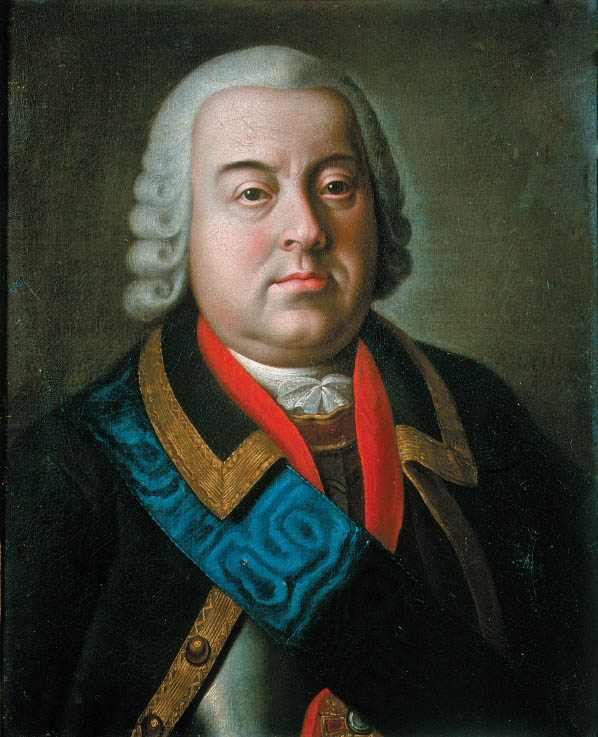
Nikita Trubezkoi

Fürst Nikita Jurjewitsch Trubezkoi (russisch Ники́та Ю́рьевич Трубецко́й; deutsch veraltet auch Trubetzkoi; * 16. Maijul. / 26. Mai 1699greg.; † 5. Oktoberjul. / 16. Oktober 1767greg. in Moskau) war russischer Staatsmann, Generalprokureur und Feldmarschall.

## Leben
Trubezkoi war Sohn des Senators, Generalprokureurs und späteren Gouverneurs von Belgorod Juri Jurjewitsch Trubezkoi und seiner Ehefrau Elena Grigorjewna, geb. Tscherkasskaja. Selbst außerordentlich gebildet, war sein Vater darauf bedacht, auch dem Sohn eine gute Bildung zuteilwerden zu lassen, und schickte ihn zusammen mit einem jüngeren Bruder ins Ausland. Nach seiner Rückkehr nach Russland im Jahr 1719 wurde Trubezkoi mit Anastasia Gawrilowna Golowkina verheiratet. Damit war der junge Fürst durch seine Mutter und durch seine Gattin mit zwei einflussreichen Geschlechtern verwandt, wovon auch die prominenten Trauzeugen des jungen Paares zeugen: Peter der Große, Großfürstin und spätere Kaiserin Katharina Alexejewna, Fürst Menschikow und dessen Gattin.
1722 trat Trubezkoi in das Preobraschenski-Garderegiment ein. Im Jahr 1730 war er einer der eifrigsten Gegner des Obersten Geheimen Rates, der die Wahl Anna Iwanownas zur russischen Kaiserin an Bedingungen knüpfen wollte. Daher machte er unter der Herrschaft dieser Monarchin rasch Karriere. 1736 im russisch-türkischen Krieg war er mit der Sicherung des Nachschubs betraut und veruntreute dabei größere Summen. Dadurch brach die Versorgung der Armee völlig zusammen, was den Kriegsverlauf entscheidend beeinflusste. Die Hälfte der russischen Soldaten auf der Krim starben an Hunger. Der Strafe für dieses Vergehen entging er nur deshalb, weil der damalige Oberbefehlshaber Münnich sich als Ausländer nicht mit einer alten russischen Familie verfeinden wollte. 1738 wurde er sogar zum Generalkriegskommissar befördert. In dieser Eigenschaft hatte er sich mit der Versorgung der gesamten russischen Armee zu befassen.
Mit seiner Ernennung zum Generalprokureur (Generalstaatsanwalt) im Jahr 1740 wechselte Trubezkoi vom Militär- in den Zivildienst über. Die politischen Wirren nach dem Tod Anna Iwanownas überstand er dank seiner verwandtschaftlichen Beziehungen zum Großkanzler Tscherkasski. Nach der Thronbesteigung Elisabeth Petrownas leitete Trubezkoi den Schauprozess gegen die gestürzten Männer des alten Regimes: Ostermann, Münnich, Löwenwolde, Mengden, Golowkin. Alle Beschuldigten wurden zum Tode verurteilt und anschließend von der Kaiserin zur lebenslangen Haft begnadigt.
Bei ihrer Krönung 1742 verlieh Kaiserin Elisabeth Trubezkoi den Andreasorden. Danach zog sich der Fürst allmählich ins Privatleben zurück, behielt allerdings das Amt des Generalprokureurs. Das änderte sich nach Ausbruch des Siebenjährigen Krieges 1756, als er zum Mitglied der Kriegskonferenz und zum Generalfeldmarschall ernannt wurde. Trubezkoi war aktiv am Sturz des Großkanzlers Bestuschew-Rjumin beteiligt. 1760 legte er krankheitshalber das Amt des Generalprokureurs nieder, wurde aber gleichzeitig Präsident der Kriegskonferenz.
Nach dem Tod Elisabeths gehörte Trubezkoi zum engsten Personenkreis um Peter III., wechselte aber rechtzeitig in das Lager von Katharina II. 1762 wurde er mit den Vorbereitungen zur Krönung der neuen Kaiserin in Moskau betraut. 1763 legte Trubezkoi seine Ämter wegen nachlassender Gesundheit nieder. Die letzten vier Jahre seines Lebens verbrachte er in Moskau. Dort verfasste er Memoiren, die 1870 erstmals veröffentlicht wurden.
Trubezkoi war nach Ansicht seiner Zeitgenossen ein sehr wendiger Mann, der es verstand, jedem, der an der Macht war, zu dienen. Das belegen unter 
anderem die Memoiren von Bolotow, Woronzowa-Daschkowa und Schtscherbatow.